# Église Saint-Martin de Breuvannes-en-Bassigny
L'église Saint-Martin est une église catholique située à Colombey-lès-Choiseul, en France.

## Localisation
L'église est située dans le département français de la Haute-Marne, sur la commune de Colombey-lès-Choiseul.

## Historique
L'église est construite au XVIe siècle. L'édifice est classé au titre des monuments historiques en 1944.